# Holmberg IX
Holmberg IX é uma pequena galáxia irregular e galáxia satélite de M81, na direção da constelação de Ursa Major. Possui uma ascensão reta de 09 horas, 57 minutos e 32.1 segundos e uma declinação de +69° 02' 46".
A galáxia Holmberg IX foi descoberta por Erik Holmberg, nos anos 50.